# 다리야 사갈로바
다리야 드미트리예브나 사갈로바(러시아어: Дарья Дмитриевна Сагалова, 1985년 12월 14일 ~ )는 러시아의 배우이다.